# 耶蘇普 (喬治亞州)
耶蘇普（英語：Jesup）是一個位於美國喬治亞州韋恩縣的城市。根據2010年美國人口普查，該地人口為10214人，而該地的面積約為42.90平方千米。同時該地也是韋恩縣的縣治。

## 地理
耶蘇普的座標為31°36′07″N 81°53′06″W / 31.60194°N 81.88500°W，而該地的平均海拔高度為29米（即95英尺）。